# Merwiniet
Het mineraal merwiniet is een calcium-magnesium-silicaat met de chemische formule Ca3Mg(SiO4)2. Het behoort tot de nesosilicaten.

## Eigenschappen
Het doorschijnend tot doorzichtig kleurloze, grijze of vaalgroene merwiniet heeft een glasglans, een witte streepkleur en een perfect splijting volgens het kristalvlak [010]. De gemiddelde dichtheid is 3,15 en de hardheid is 6. Het kristalstelsel is monoklien en het mineraal is niet radioactief.

## Voorkomen
Het mineraal merwiniet komt met name voor contactmetamorfe kalksteen. De typelocatie is de Crestmore groeve, nabij Riverside, Riverside county, Californië, Verenigde Staten.